# Dwygyfylchi
Dwygyfylchi är en by i Conwy i Wales. Byn är belägen 205,5 km 
från Cardiff. Orten har 1 212 invånare (2016).